# Laia Costa

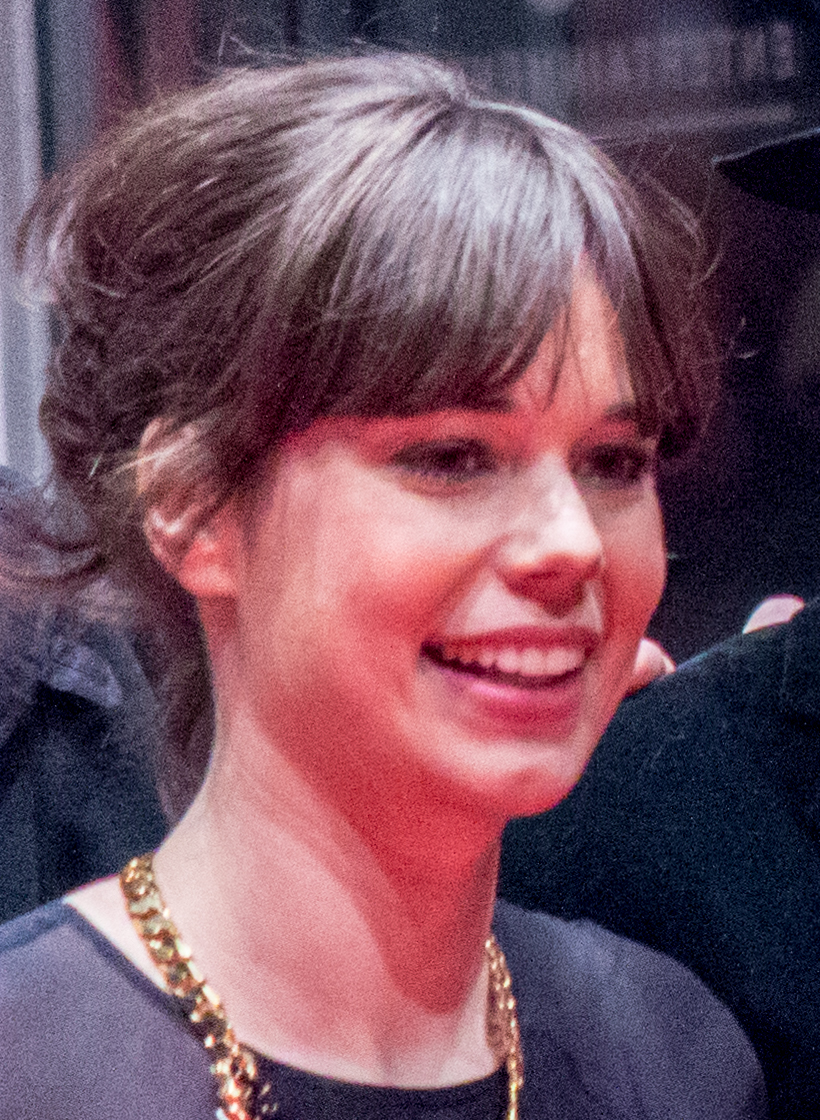
Laia Costa 2015.

Laia Costa Bertrán, född 18 februari 1985 i Barcelona, är en spansk skådespelare. 2015 spelade hon huvudrollen i den tyska filmen Victoria, för vilken hon mottog det tyska filmpriset för bästa kvinnliga huvudroll. Hon var då den första icke-tyskfödda skådespelare som tilldelats priset. Hon nominerades också till en European Film Award för samma roll.
Den amerikanska tidningen New York Times utnämnde hennes prestation till ett av höstens genombrott 2015, och hänvisade till att filmen Victoria filmades i en enda tagning där Costa som huvudrollsinnehavare är i bild i stort sett genom hela filmen.